# امهیرست (کلرادو)
امهیرست، کلورادو (به انگلیسی: Amherst, Colorado) یک منطقهٔ مسکونی در ایالات متحده آمریکا است که در کلرادو واقع شده‌است.

## خصوصیات
امهیرست ۱٬۱۲۵ متر بالاتر از سطح دریا واقع شده‌است.